# Kempo-Contact
El Kempo-Contact es un arte marcial creado de forma sincrética en la década de 1980 en España. El Kempo-Contact proporciona a quienes lo practican una amplia gama de técnicas de respuesta efectiva ante ataques de diversa índole, sean éstos con golpes de puño o patadas, palos, armas blancas o de fuego, etc.
Aunque inicialmente el Kempo-Contact es un arte marcial pensado para profesionales de las Fuerzas y Cuerpos de Seguridad públicos y privados, está actualmente abierto a cualquier persona, dado que no exige unas condiciones físicas determinadas. Por tanto, el Kempo-Contact es un arte marcial ideal para todo aquel que desee dominar un método de defensa personal efectivo que se adapte a la realidad y capacidad física de cada individuo.
La diversidad de técnicas, sumada a la efectividad de las mismas y la sencillez para aprenderlas y ejecutarlas es lo que configura la singularidad de este sistema.

## Historia
El Kempo-Contact nació en España en el año 1985 cuando su fundador, Rafael Martín López, observó la ausencia de un sistema de defensa que se adaptara al entorno de la seguridad tanto estatal como privada.
Como consecuencia de ello, creó un estilo a partir del Kempo, al que fue incorporando técnicas muy eficaces, pero a la vez sencillas de comprender y asimilar. La idea era que sus practicantes no tuvieran que estar años desarrollando una defensa o un ataque. El Kempo-Contact tomó su propio rumbo respecto del Kempo tradicional, aunque no desligándose completamente del mismo, tratando de encontrar un equilibrio entre lo tradicional y las necesidades del presente.
En diciembre de 2007 se culminó la incorporación del Kempo-Contact como disciplina asociada de la Federación Española de Kárate, dentro del Departamento Nacional de Kenpo.

## Estructura
El Kempo-Contact se puede dividir en tres grandes bloques: El primero de ellos es el que deriva de forma más directa del Kempo. Consta de sus correspondientes técnicas y katas, tanto de manos vacías como con las diferentes armas del Kobudo tradicional.
El segundo de ellos es la Defensa Personal. Tienen cabida en él todas las técnicas de golpes con diferentes partes del cuerpo, luxaciones, llaves, estrangulamientos, inmovilizaciones, etc, procedentes de un estudio moderno de las necesidades de defensa.
El tercer y último bloque es la Defensa Personal Policial, dirigida muy particularmente a todas aquellas personas vinculadas a la Seguridad: Cuerpos y Fuerzas de Seguridad del Estado, policías autonómicas y locales, policías militares, detectives, escoltas, vigilantes de seguridad, etc. En este bloque se utilizan todas las armas del Kobudo policial. También se emplean todas las formas de cacheos, colocación de grilletes, conducción de detenidos, formas de escolta a personalidades, defensas ante agresiones y amenazas con objetos contundentes, armas blancas y de fuego y un largo etc. 
Todo lo anterior hace del Kempo-Contact un completo sistema de autoprotección. 